# Moya Brennan
Moya Brennan (sinh ngày 17 tháng 5 năm 1952) là nữ ca sĩ, nhạc sĩ New Age - Pop người Cộng hòa Ireland từng được trao giải thưởng âm nhạc Grammy.